# Unión Progreso y Democracia Murcia
Unión, Progreso y Democracia Murcia (UPyD Murcia) fue la agrupación territorial de UPyD en la Región de Murcia. UPyD fue la 4.ª fuerza política más votada en las elecciones autonómicas de 2011 en la Región, la 3.ª en las elecciones generales de 2011, la 6.ª en las elecciones autonómicas de 2015 y la 7.ª en las elecciones generales de 2015 y 2016.

## Funcionamiento interno
El Consejo Territorial de UPyD en la Región de Murcia, elegido el 7 de mayo de 2016 en elecciones internas, está formado por las siguientes personas:
- Coordinador territorial: Miguel Aurelio Algar Carrillo
- Responsable de Organización: Celia Martínez Vílchez
- Responsable Adjunto al Área de Organización: María Natividad Ramírez Santigosa
- Responsable de Programa y Acción Política: Felipe Cervantes Gabarrón
- Responsable de Expansión: Jesús Pérez Aroca
- Responsable de Finanzas: Joaquín Díaz Torrecillas
- Vocal Responsable de Formación: Margarita Martínez Sánchez

## Resultados electorales

### Elecciones municipales
UPyD obtuvo representación municipal en los ayuntamientos de: Murcia, Caravaca, Molina de Segura, San Pedro del Pinatar y Los Alcázares.
| Elecciones                               | Votos  | %    | pp   | Concejales | Crecimiento · Decrecimiento | Referencias |
| ---------------------------------------- | ------ | ---- | ---- | ---------- | --------------------------- | ----------- |
| Elecciones municipales españolas de 2011 | 21.064 | 3,19 | New  | 7          | 7                           | [ 10 ]      |
| Elecciones municipales españolas de 2015 | 10.172 | 1,57 | 1,62 | 0          | 7                           | [ 11 ]      |

### Elecciones autonómicas
UPyD obtuvo más del 5% del voto en algunas circunscripciones murcianas, pero como no obtuvo el 5% del voto a nivel regional, se quedó fuera de la Asamblea Regional de Murcia.
| Elecciones                                          | Votos  | %    | pp   | Diputado(s) | Crecimiento · Decrecimiento | Referencias |
| --------------------------------------------------- | ------ | ---- | ---- | ----------- | --------------------------- | ----------- |
| Elecciones a la Asamblea Regional de Murcia de 2011 | 29.236 | 4,50 | New  | 0           | Sin cambios                 | [ 12 ]      |
| Elecciones a la Asamblea Regional de Murcia de 2015 | 10.422 | 1,63 | 2,87 | 0           | Sin cambios                 | [ 13 ]      |

### Elecciones generales
En las Elecciones generales de España de 2011, UPyD fue en la Región de Murcia la 3.ª fuerza política más votada, y se quedó cerca de conseguir un escaño en el congreso, que hubiera ido a parar al cabeza de lista por dicha circunscripción, el Catedrático de Filosofía Manuel Hernández Iglesias.
| Elecciones                             | Votos  | %    | Diputado(s) | Referencias |
| -------------------------------------- | ------ | ---- | ----------- | ----------- |
| Elecciones generales de España de 2008 | 7.172  | 0,94 | 0           | [ 14 ]      |
| Elecciones generales de España de 2011 | 45.984 | 6,26 | 0           | [ 15 ]      |
| Elecciones generales de España de 2015 | 5.442  | 0,75 | 0           | [ 16 ]      |
| Elecciones generales de España de 2016 | 2.062  | 0,29 | 0           |             |

### Elecciones europeas
| Elecciones                               | Votos  | %    | Referencias |
| ---------------------------------------- | ------ | ---- | ----------- |
| Elecciones al Parlamento Europeo de 2009 | 13.447 | 2,87 | [ 17 ]      |
| Elecciones al Parlamento Europeo de 2014 | 40.406 | 9,45 | [ 18 ]      |

## Controversias

### Anulación de elecciones internas al Consejo Territorial
Encarna Hernández fue elegida como nueva coordinadora regional de Unión, Progreso y Democracia en Murcia tras obtener 102 votos frente a los 79 logrados por Rafael Sánchez, antiguo poseedor del cargo, en unas elecciones internas celebradas el 22 de febrero de 2014. Sin embargo, la Comisión Electoral de UPyD anuló las elecciones al Consejo Territorial de Murcia en las que salió elegida Encarna Hernández en sustitución de Rafael Sánchez después de que éste denunciara que acusaciones vertidas contra él en las redes sociales por otros candidatos y afiliados habían contaminado el proceso.
Entonces, la candidatura de Encarna Hernández presentó recursos ante la Comisión Electoral primero y después ante la Comisión de Garantías, y también pidió amparo al Consejo de Dirección del partido, y todos fueron rechazados. La Comisión de Garantías rechazó todas sus alegaciones al entender que las acusaciones eran lo bastante graves como para «distorsionar los resultados electorales» y resolvió, el pasado 30 de mayo, ratificar la decisión de la Comisión Electoral.
A continuación, Encarna Hernández tomó la decisión de presentar a primeros de julio una demanda contra su propio partido por anular las elecciones que la aupaban a coordinadora de UPyD en la comunidad. La demanda por vulneración de derechos fundamentales fue admitida a trámite por un juzgado de instrucción y fijó una vista para el 4 de septiembre.
Sin embargo, la demanda fue archivada en enero de 2015 porque la misma Encarna Hernández quiso retirarla «para pasar página».